# Lago di San Martino
Il Lago di San Martino è un lago naturale della Valle d'Aosta. Si trova nel comune di Valgrisenche ad un'altezza di 2.770 m s.l.m.

## Accesso
Il lago raggiungibile a piedi partendo dal Rifugio Mario Bezzi e dal Rifugio Chalet de l'Épée.